# Bosques la Florida
Bosques la Florida är en ort i Mexiko.   Den ligger i kommunen San Luis Potosí och delstaten San Luis Potosí, i den centrala delen av landet, 400 km nordväst om huvudstaden Mexico City. Bosques la Florida ligger 1 856 meter över havet och antalet invånare är 669.
Terrängen runt Bosques la Florida är platt åt sydväst, men åt nordost är den kuperad. Runt Bosques la Florida är det tätbefolkat, med 550 invånare per kvadratkilometer. Närmaste större samhälle är Soledad de Graciano Sánchez, 9,5 km väster om Bosques la Florida. Omgivningarna runt Bosques la Florida är i huvudsak ett öppet busklandskap.